# Emilio Oribe

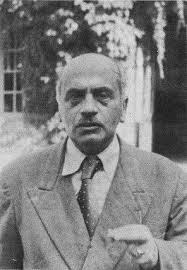
Foto de Emilio Oribe Coronel.

Emilio Nicolás Oribe Coronel (Melo, 13 de abril de 1893 - Montevideo, 24 de mayo de 1975) fue un poeta, ensayista, filósofo y médico uruguayo.

## Biografía
Hijo de Nicolás Oribe y Virginia Coronel nació en Melo el 13 de abril de 1893.
Muy joven en 1909 y bajo el seudónimo de Ismael Velarde publica sus primeros artículos en el periódico La Razón de Montevideo. En 1912 publica su primer libro de poesía "Alucinaciones de Belleza"
Fue profesor y decano de la Facultad de Humanidades y Ciencias de la Universidad de la República y miembro de la Academia de Letras del Uruguay.
Cultivó una poesía vanguardista, dirigida hacia el ultraísmo. En filosofía se caracterizó por la escritura mediante aforismos y posiciones claramente idealistas. Es considerado un integrante de la Generación del centenario (término referido al centenario de la independencia uruguaya, es decir a la generación de artistas que florecieron en 1930), junto a Líber Falco, Sabat Ercasty y Paco Espínola entre otros.

## Obras destacadas

### Poesías
- Alucinaciones de belleza (1912)
- El nardo del ánfora (1915)
- El castillo interior (1917)
- El halconero astral (1919)
- El nunca usado mar (1922)
- La colina del pájaro rojo (1925)

### Ensayos
- Poética y plástica (1930)
- Teoría del «nous» (1934)
- El mito y el logos (1945)
- Ars magna (1960)